# 조던의 아이들
《조던의 아이들》(영어: Orphans of the Sky)은 로버트 A. 하인라인의 1941년 SF소설로, 1963년 책 형태로 출판되었다. 대한민국에는 기적의책에서 최세민 번역으로 출간되었다.